# Pinka
Pour les articles homonymes, voir Pinka (homonymie).
La Pinka est une rivière d'Europe centrale, d'une longueur de 94 km. Sa source est située en Styrie, dans l'est de l'Autriche, près du land du Burgenland. Elle passe en Hongrie près de Felsőcsatár et traverse ensuite la frontière à cinq reprises.
Plus loin, elle se jette dans la Raab près de Körmend.